# Still Swingin'
Still Swingin' è una canzone del gruppo musicale statunitense Papa Roach, estratto come primo singolo dall'album The Connection. Il singolo è riconducibile come genere al rap metal dei primi anni di carriera degli interpreti, ma con ulteriori apporti elettronici.
La canzone ha raggiunto la posizione numero 17 della classifica Rock Airplay di Billboard.

## Contesto
In un'intervista concessa alla rivista Loudwire nel 2012, il cantante Jacoby Shaddix alla domanda "Cosa devono aspettarsi i fan dal nuovo singolo, Still Swingin'? Voi non siete mai stati di quelli che evitano dal problema di farcela nella musica e nella vita. Quanto è importante per voi come dichiarazione questa canzone a questo punto della vostra carriera?", ha affermato:

## Video
Il video mostra la band che suona la canzone sul tetto di un palazzo, mentre scorrono scene di zombie che seminano il terrore in una New York ormai deserta. L'idea per il video è stata proposta dal figlio di Shaddix.

## Formazione
- Jacoby Shaddix - voce
- Jerry Horton - chitarra
- Tobin Esperance - basso
- Tony Palermo - batteria